# Сержант-майор Армии США

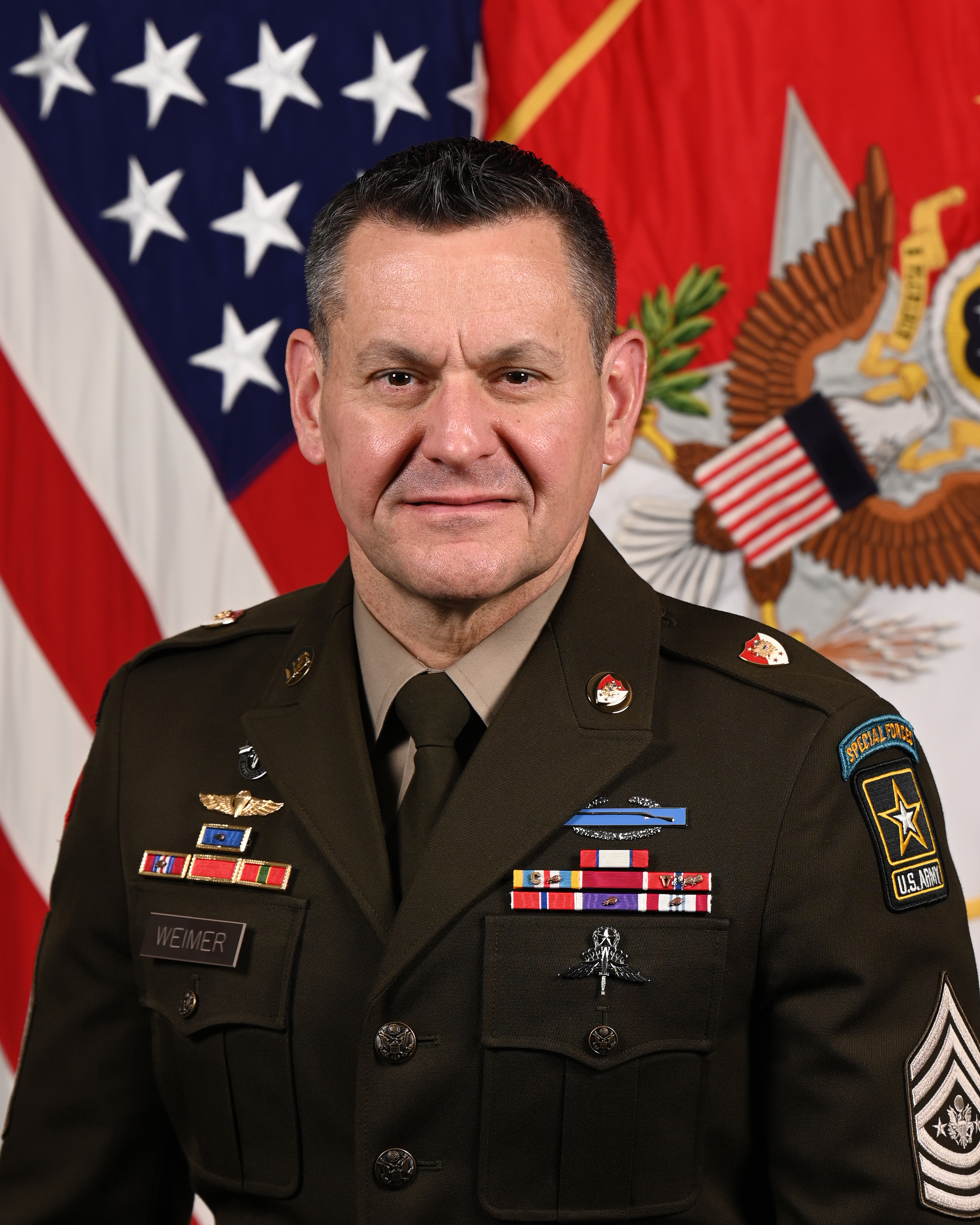
Сержант-майор Армии США Майкл Веймер

Боевое знамя сержант-майора Армии США

Сержант-майор Армии США (англ. Sergeant Major of the Army, аббревиатура «SMA») — уникальное звание и должность военнослужащих сержантского состава в Армии США.
Обладатель этого звания является командиром всех сержантов армии, и назначен для того, чтобы защищать их интересы и быть их представителем в высшем руководстве Вооружённых сил США.
Звание было учреждено в 1966 году при Начальнике штаба Армии США Гарольде Кейте Джонсоне. Первым сержант-майором Армии США стал Уильям Вулдбридж.
Кеннет Престон дольше всех занимал этот пост — более 7 лет (с 15 января 2004 по 28 февраля 2011 г.). Нынешний сержант-майор Армии США Майкл Веймер служит в этой должности с 4 августа 2023 г.

## Функции
Сержант-майор Армии США является главным советником и помощником Начальника Штаба Армии США по вопросам сержантского состава. Точные обязанности варьируются в зависимости от начальника штаба, хотя большая часть его рабочего времени уходит на поездки по частям и учреждениям Армии США, наблюдение за тренировками и беседы с солдатами и их семьями.
Сержант-майор Армии США предоставляет Начальнику штаба Армии США информацию о проблемах рядового и сержантского состава при выполнении ими требований руководящих документов, стандартов профессионального развития, при их обучении, получении заработной платы, продвижении по службе, а также информацию о качестве жизни солдат, сержантов и членов их семей. Кроме этого, сержант-майор Армии США предлагает решения этих проблем.
Сержант-майор Армии США своевременно информирует подчиненных солдат и сержантов о всех проблемах и задачах, стоящих перед сержантами Армии США. Через средства массовой информации сообщает американскому народу о целях и задачах Армии США, достижениях солдат и будущих направлениях развития.
Сержант-майор Армии США управляет сержантами Армии США через Комманд-сержант-майоров с помощью письменных и устных распоряжений. Также сержант-майор Армии США представляет точку зрения сержантского состава в Конгрессе, дисциплинарных советах и комитетах, проводит встречи с военными и гражданскими организациями для обсуждения вопросов, связанных с сержантами, а также принимает и представляет рядовой и сержантский состав на соответствующих церемониях.

## Правила поведения на официальных мероприятиях
В официальных мероприятиях, церемониях, встречах сержант-майор Армии США занимает место по протоколу позади четырёхзвездного генерала («генерал») или эквивалентной гражданской должности. Однако, если присутствует Директор штаба армии (Director of the Army Staff) сержант-майор Армии США должен занять место позади Директора штаба армии.
В дополнение к церемониальному протоколу также действуют правила Армии США по размещению, перевозке и парковке. На мероприятиях Армии США, если одновременно присутствуют представители высших сержантских званий разных родов войск, приоритет определяется согласно старшинству родов войск.
Когда сержант-майор Армии США посещает войсковые командования, управления, военные учреждения, местный команд-сержант-майор должен проконсультироваться у него по всем действиям и правилам, указанным в протоколе.
Бывшие сержант-майоры Армии США сохраняют за собой звание сержант-майора Армии США и должны выполнять такие же правила воинского этикета, как и действующий сержант-майора Армии США. Если одновременно на официальном мероприятии присутствуют действующий и бывший сержант-майоры Армии США, то действующий имеет приоритет, а бывшие сержант-майоры Армии США располагаются согласно дате получения звания. Если сержант-майор Армии США при назначении на должность имел звание команд-сержант-майор, то выбирается дата назначения его на должность сержант-майором Армии США.
В иерархии государственных и военных должностей США должность «Сержант-майор Армии США» занимает 153 место (VIP code: 4) и находится в группе «трехзвездных» должностей. Для сравнения, первое место в этом списке принадлежит президенту США, должности «генерал-лейтенант» и «вице-адмирал» находятся на 156 позиции, а мэры городов с населением менее 1 миллиона человек на 167 позиции.

## Знаки различия

Знак различия, утвержденный для всех сержант-майоров в 1966–1968 годах[6].
Знак различия в 1968—1979 годах
Знак различия в 1979—1994 годах
Знак различия в 1994—2015 годах (зелёный фон)[7]
Знак различия с 2015 года по настоящее время (зелёный фон заменён на темно-синий)

Знак различия сержант-майора Армии США на воротнике представляет собой щитовую часть воротникового знака различия адъютанта Начальника штаба Армии США без орла. Эмблема размещена на стандартном воротниковом диске военнослужащего рядового и сержантского состава золотого цвета, диаметр диска 2,54 см (1 дюйм). Разработана полковником Джаспером Вилсоном (colonel Jasper J. Wilson) и утверждена 4 июля 1966 года.
Сержант-майор Армии США носит такие эмблемы с каждой стороны воротника, вместо знака различия рода войск и букв «U.S.», которые обычно носят сержанты и рядовые.
В настоящее время сержант-майор Армии США носит следующие знаки различия:
1. На головном уборе. Знак различия представляет собой герб США внутри венка, размер 1-15/16 дюйма (??? см) в высоту, из позолоченного металла[9].
2. Нашивка на рукаве. Знак различия представляет собой три шеврона над 3-мя дугами, в центре орел с большой печати США. Орел центрирован между 2-мя пятиконечными звёздами, звёзды центрированы горизонтально между шевронами и дугами[10].
3. Эмблема на воротнике. Представляет собой позолоченный щит размером 1,9 см (¾ дюйма), разделённый по диагонали от верхней левой стороны к нижней правой. Верхняя часть щита красная, нижняя часть — белая. В центре щита расположен герб США между 2-мя белыми пятиконечными звёздами в верхней части щита и 2-мя красными пятиконечными звёздами в нижней части щита. Щит размещён на 2,54-сантиметровом (1-дюймовом) позолоченном диске[11].

Знак различия старшего советника по рядовому и сержантскому составу председателя Комитета начальников штабов, утвержденный 2 февраля 2006 года, разработан на базе знака различия сержант-майора Армии США и представляет собой щит с эмблемы адъютанта председателя Комитета начальников штабов без орла на позолоченном диске.
Главный мастер-сержант ВВС носит такую же эмблему на фуражке, как и сержант-майор Армии США, но из серебристого металла.

## Список сержант-майоров Армии США
| № п/п | портрет | Ф. И. О., годы жизни             | Вступил в должность | Окончание полномочий  | Время нахождения в должности |
| ----- | ------- | -------------------------------- | ------------------- | --------------------- | ---------------------------- |
| 1     |         | Уильям Вулдбридж (1922—2012)     | июль 1966           | август 1968           | 2 года 1 месяц               |
| 2     |         | Джордж Данауэй (1922—2008)       | сентябрь 1968       | сентябрь 1970         | 2 года                       |
| 3     |         | Сайлас Коупленд (1920—2001)      | октябрь 1970        | июнь 1973             | 2 года 8 месяцев             |
| 4     |         | Леон Ван Отрив (1920—2002)       | июль 1973           | июнь 1975             | 1 год 11 месяцев             |
| 5     |         | Уильям Бейнбридж (1925—2008)     | июль 1975           | июнь 1979             | 3 года 11 месяцев            |
| 6     |         | Уильям Коннелли (1931—2019)      | июль 1979           | июнь 1983             | 3 года 11 месяцев            |
| 7     |         | Глен Моррелл (родился в 1936)    | июль 1983           | июль 1987             | 4 года                       |
| 8     |         | Джулиус Гейтс (родился в 1941)   | июль 1987           | июнь 1991             | 3 года 11 месяцев            |
| 9     |         | Ричард Кидд (родился в 1943)     | июль 1991           | июнь 1995             | 3 года 11 месяцев            |
| 10    |         | Джин Маккинни (родился в 1950)   | июль 1995           | октябрь 1997          | 2 года 3 месяцев             |
| 11    |         | Роберт Е. Холл (родился в 1947)  | октябрь 1997        | июнь 2000             | 2 года 8 месяцев             |
| 12    |         | Джек Тилли (родился в 1948)      | июнь 2000           | январь 2004           | 3 года 7 месяцев             |
| 13    |         | Кеннет Престон (родился в 1957)  | январь 2004         | март 2011             | 7 лет 2 месяца               |
| 14    |         | Рэймонд Чендлер (родился в 1962) | март 2011           | январь 2015           | 3 года 10 месяцев            |
| 15    |         | Дэниел Дэйли (родился в 1969)    | январь 2015         | август 2019           | 4 года 7 месяцев             |
| 16    |         | Майкл Гринстон (родился в 1968)  | август 2019         | исполняет обязанности | н. в.                        |

## Звания и знаки различия сержантов Армии США
| Класс             | E-9                        | E-9                    | E-9            | E-8            | E-8             | E-7                    | E-6            | E-5      |
| Код НАТО          | OR-9                       | OR-9                   | OR-9           | OR-8           | OR-8            | OR-7                   | OR-6           | OR-5     |
| Шеврон            |                            |                        |                |                |                 |                        |                |          |
| Звание            | Sergeant Major of the Army | Command Sergeant Major | Sergeant Major | First Sergeant | Master Sergeant | Sergeant First Class   | Staff Sergeant | Sergeant |
| Аббревиатура      | SMA                        | CSM                    | SGM            | 1SG            | MSG             | SFC                    | SSG            | SGT      |
| Звание на русском | сержант-майор армии        | команд-сержант-майор   | сержант-майор  | первый сержант | мастер-сержант  | сержант первого класса | штаб-сержант   | сержант  |